# Albert B. White
Albert Blakeslee White, född 22 september 1856 i Cleveland i Ohio, död 3 juli 1941 i Parkersburg i West Virginia, var en amerikansk politiker (republikan). Han var West Virginias guvernör 1901–1905.
White efterträdde 1901 George W. Atkinson som guvernör och efterträddes 1905 av William M.O. Dawson.